# Geoff Vanderstock

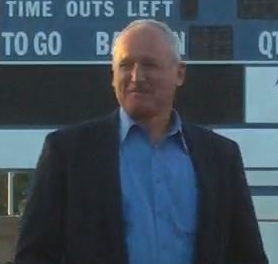
Geoff Vanderstock, 2012

Geoff Vanderstock (eigentlich Geoffrey Peter Vanderstock; * 8. Oktober 1946 in Chicago) ist ein ehemaliger US-amerikanischer Hürdenläufer, der sich auf die 400-Meter-Distanz spezialisiert hatte.
Am 11. September 1968 stellte er bei der US-Olympiaausscheidung in South Lake Tahoe mit 48,8 s (elektronisch gestoppt 48,94 s) einen Weltrekord auf. Bei den Olympischen Spielen in Mexiko-Stadt wurde er dann Vierter in 49,0 s, zeitgleich mit Gerhard Hennige (Silber) und John Sherwood (Bronze) und 0,9 s hinter David Hemery, der den Weltrekord auf 48,1 s verbesserte.